# Gottlieb von Haeseler (Regierungsrat)
Gottlieb Haeseler, seit 1733 von Haeseler, schrieb sich selbst Gottlieb von Häseler, (* 19. Oktober 1701 in Magdeburg; † 20. März 1752 ebenda) war ein deutscher Unternehmer und preußischer Regierungs- und Geheimer Rat im Herzogtum Magdeburg.

## Leben
Er war das 10. Kind des weltberühmten Magdeburger Großkaufmanns und Handelsherren Valentin Haeseler und der Maria Köpken. Dieser schickte ihn auf das Gymnasium und an die Universität Leipzig. Von 1724 bis 1727 unternahm er eine mehrjährige Studienreise quer durch Europa. Er besuchte u. a. Holland, England, Frankreich, die Schweiz und weilte längere Zeit in verschiedenen Reichsstädten, in Wien, Breslau und Görlitz. Während seiner Reise wurde er von König Friedrich Wilhelm I. in Preußen am 14. November 1725 zu dessen Regierungsrat ernannt. Dies geschah vermutlich mit nicht unwesentlicher Beteiligung seines Schwagers Ehrenreich Bogislaus von Creutz (1670–1733), der preußischer Staatsminister war. Sein Amt als Regierungsrat trat Haeseler am 4. Juli 1727 an. Nach dem Tod seines Vaters 1728 führte er als Mitglied der Erbengemeinschaft dessen umfangreiche wirtschaftlichen Unternehmungen in Magdeburg erfolgreich fort.
Für seine wirtschaftlichen und politischen Verdienste um das Königreich Preußen wurde Gottlieb Haeseler gemeinsam mit seinem älteren Bruder August Haeseler am 31. März 1733 in den preußischen Adelsstand erhoben. Gemeinsam mit seinem Bruder August erwarb er die 1731 von seinem im Januar 1733 verstorbenen Bruder Gottfried von Haeseler ersteigerten Rittergüter Klosterhäseler und Gößnitz mit Dittersroda und Pleismar. Seine Hälfte an diesen Rittergütern überließ er 1734 gegen ein entsprechendes finanzielles Äquivalent seinem Bruder August.
Die Aufrüstung des preußischen Heeres unterstützte Gottlieb von Haeseler aktiv, als er die im Besitz seines Vaters befindlichen 1237 Flinten mit Bajonetten, die aus der bekannten Gewehrfabrik Suhl stammten, gemeinsam mit den anderen Mitgliedern der väterlichen Erbengemeinschaft dem preußischen König überließ. Die Familie erhielt dafür über 1840 Taler ausgezahlt. Die Gewehre übernahm für den preußischen König dessen Generalmajor Christian Nicolaus von Linger.
Am 20. Oktober 1737 wurde er zum Geheimen Rat befördert und somit noch enger an die königlich-preußische Verwaltung gebunden. Im gleichen Jahr übernahm er das Haus Zum schwarzen Bock in Magdeburg. In Kursachsen und im Königreich Polen, wo zunächst sein Adelsstand nicht anerkannt wurde, erfolgte während des Reichsvikariats am 10. Januar 1742 in Dresden seine Erhebung in den Reichsritterstand. 
1747 lieh er dem Fürsten Victor Friedrich von Anhalt-Bernburg die hohe Summe von 28.000 Talern Bargeld.
Testamentarisch vermachte Gottlieb von Haeseler 1752 2000 Taler seines Vermögens zur monatlichen Verpflegung von Armen in der Stadt Magdeburg. Außerdem ließ er für 600 Taler sein Epitaph in der dortigen Heilig-Geist-Kirche errichten. Obwohl es bereits aus der Mode gekommen war, ließen seine Erben anlässlich seiner Beerdigung eine umfangreiche Leichenpredigt mit zahlreichen Kupferstichen aus der Werkstatt von Bernigeroth drucken. Verfasser der Leichenpredigt war der Magdeburger Pfarrer und spätere Hamburger Hauptpastor Johann Melchior Goeze.

## Familie
Am 22. Februar 1730 heiratete er in Braunschweig Margaretha Elisabeth Haeseler, Tochter von Johann Friedrich Haeseler, Kauf- und Handelsmann in Braunschweig. Aus dieser Ehe gingen elf Kinder hervor, die jedoch meist im Kindesalter starben. Lediglich zwei Töchter und ein Sohn überlebten den Vater:
- Marie (* 5. Juli 1742: † 23. Juli 1766) ⚭ Ernst Ahasverus Heinrich von Lehndorff (1727–1811)
- Christiane (* 10. September 1746; † 29. November 1811) ⚭ 13. September 1763 Karl Ernst Georg von Schlippenbach (* 11. Januar 1738: † 9. August 1794)
- George (* 25. Januar 1745)

Der Ehemann seiner Nichte war der preußische General Friedrich Wilhelm von Seydlitz.